# Mielichhoferia basilaris
Mielichhoferia basilaris là một loài rêu trong họ Bryaceae. Loài này được Bruch & Schimp. ex Müll. Hal. mô tả khoa học đầu tiên năm 1848.